# Escola municipal d'art Gaspar Camps
L'Escola Municipal d'Art Gaspar Camps d'Igualada és un centre d'ensenyament que imparteix estudis de disseny i arts plàstiques.
La Gaspar es va fundar el 1982 a la Secció d'Art del Centre d'Estudis Comarcals d'Igualada (CECI), amb la intenció de fer un taller de plàstica per nens i amb la idea que s'esdevingués amb el temps una escola d'Arts i Oficis. Es va instal·lar provisionalment a la planta baixa del CECI situat a la Rambla de San Ferran, 55. El Taller d'Art va obrir les portes el dissabte 15 d'octubre de 1983.
El curs 1984-85 es van ampliar horaris, tallers i espais i van començar classes de pintura per adults. Un acord entre el Gremi de Blanquers d'Igualada i l'Ajuntament va possibilitar fer un curs d'Artesania en Pell en els recent adquirits locals del Cal Boyer. El Gremi de Blanquers aconseguí una subvenció de la Federación Española del Cuero amb la qual es va costejar el professor i el material. El curs va estar a càrrec de l'artesà Juan Martínez Escó.
El 1992 el Departament d'Ensenyament de l'Ajuntament va iniciar el Pla de Dinàmica Educativa amb l'objectiu de «millorar la qualitat de l'ensenyament». És dins aquest projecte on es consolida definitivament l'escola i el juny de 1993 és reconeguda per la Generalitat de Catalunya, amb el nom de «Escola Municipal d'Arts i Oficis Gaspar Camps», impartint estudis reglats de disseny de moda i disseny en pell.
El curs 1994-95 l'escola estrena ubicació definitiva a l'antiga fàbrica Amèlior, edifici projectat per l'enginyer Josep Torrella Cascante.